# Jannik Löhden
Jannik Löhden (* 16. Juli 1989 in Buxtehude) ist ein deutscher Fußballspieler.

## Karriere
Löhden begann in der Jugend des TSV Buxtehude Altkloster und wechselte 2002 zum SV Ahlerstedt/Ottendorf. Im Sommer 2007 rückte er in die erste Mannschaft auf, die in der Bezirksoberliga Lüneburg spielte. 2009 gelang der Aufstieg in die Oberliga Niedersachsen Ost. Löhden spielte in der Hinrunde der Saison 2009/10 in 16 Partien der Oberliga, wobei er zwei Treffer erzielen konnte. Für den DFB-Länderpokal wurde er 2009 in den Kader des NFV berufen und absolvierte im Oktober vier Partien für die niedersächsische Auswahl.
Im Januar 2010 wechselte der Innenverteidiger zu Werder Bremen II in die 3. Liga. In der Rückrunde der Saison 2009/10 kam er noch zu sechs Einsätzen. Sein Profi-Debüt gab er am 16. März 2010 (21. Spieltag) bei der 0:1-Niederlage gegen den VfL Osnabrück. Auch in der Saison 2010/11 stand er im Kader des Bremer U-23-Teams, kam jedoch verletzungsbedingt nur zu drei Einsätzen.
Zur Saison 2011/12 wechselte Löhden daraufhin zur zweiten Mannschaft von Hannover 96, die in der Regionalliga Nord spielte. Noch vor Beginn der Saison 2011/12 riss Löhden sich das vordere Kreuzband im Knie und fiel daraufhin nahezu die komplette Saison aus. Am Ende reichte es nur zu drei Einsätzen. Zu Beginn der Saison 2012/13 etablierte sich Löhden, wurde zum Führungsspieler und stellvertretendem Kapitän der Nachwuchsmannschaft. Diese Leistungen wurden von Profi-Trainer Mirko Slomka belohnt, so dass Löhden ab August 2012 in den Reihen des Bundesligakaders mittrainierte. Im Laufe der Saison wurde er zweimal für den Kader eines Bundesligaspiels (gegen Leverkusen und in Bremen) nominiert, kam aber nicht zum Einsatz.
Zur Saison 2013/14 wechselte Löhden zum FC Viktoria Köln. Nach zwei Spielzeiten verließ Löhden den FC Viktoria und wechselte zur Saison 2015/16 zum Ligakonkurrenten Alemannia Aachen. In den ersten 5. Ligaspielen erzielte er 4 Treffer für Alemannia Aachen. Zu diesem Zeitpunkt war Löhden als Innenverteidiger an der Spitze der Torjägerliste, der RL West. Am Ende der Spielzeit 2015/2016, war Löhden mit insgesamt 7 Treffern der erfolgreichste Schütze der Alemannia.
Noch während der laufenden Saison 2016/17 wurde bekannt, dass Löhden zur neuen Saison sich dem Ligakonkurrenten Rot-Weiß Oberhausen anschließen wird.
Zur Saison 2020/21 wurde Löhden vom Regionalligisten SC Fortuna Köln verpflichtet. Seit dem Abgang seines Mannschaftskollegen und bisherigen Käpitäns Franko Uzelac im Januar 2021 trug Löhden selbst die Kapitänsbinde. In seiner ersten Saison kam er 37-mal stets in der Startelf zum Einsatz und erzielte 3 Tore. In der Saison 2021/22 folgten 29 Regionalligaeinsätze (25-mal Startelf) und 2 Tore.
Zur Saison 2022/23 kehrte Löhden in die Regionalliga Nord zurück und wechselte zum VfB Lübeck, bei dem er einen Vertrag bis zum 30. Juni 2024 unterschrieb. Er steuerte in 34 Ligaspielen 4 Tore zur Meisterschaft und zum Aufstieg in die 3. Liga bei. In der Saison 2023/24 folgten 30 Drittligaspiele (2 Tore). Der VfB stieg jedoch direkt wieder ab, woraufhin er den Verein mit seinem Vertragsende verließ.

## Erfolge
- Meister der Regionalliga Nord und Aufstieg in die 3. Liga: 2023
- Mittelrheinpokal-Sieger: 2014, 2015
- Niederrheinpokal-Sieger: 2018
- SHFV-Pokal-Sieger: 2023